# Würzburger Kickers
Fußball-Club Würzburger Kickers e.V. é uma agremiação esportiva alemã, fundada em 17 de novembro de 1907, sediada em Wurtzburgo, na Baviera. Atualmente disputa a 2. Bundesliga, equivalente à segunda divisão alemã.

## História
Fundada em 1907, a equipe atuou a maior parte de sua trajetória como um time local, embora tenha jogado três temporadas na  Bezirksliga Bayern, de 1930 a 1933, e duas aparições na Gauliga Bayern (1940-41 e 1942-43), uma das 16 máximas divisões estabelecidas a partir da reorganização do futebol alemão sob o domínio do Terceiro Reich.
O clube passou a fazer parte da Landesliga Bayern (II), após a Segunda Guerra Mundial. O Kickers alcançou desempenho forte nos anos 50 na Amateurliga Bayern (II-III), mas nunca conseguiu um grande avanço. Através dos anos 60 e no início dos anos 80 atuou na terceira divisão, exceto por uma única temporada (1977-78), na qual jogou na 2. Bundesliga após a conquista do título divisional da Oberliga Bayern (III) em 77.
Em 1983, dificuldades financeiras contribuíram para a queda à quarta divisão, a Landesliga Bayern-Nord, que se tornaria um circuito de quinto nível em 1994. Duas temporadas mais difíceis entre 2002-2004 levaram o clube a descer até a  Bezirksoberliga Unterfranken (VI) e a Bezirksliga Unterfranken (VII). No entanto, o Kickers se recuperou e voltou à Oberliga Bayern após um segundo lugar na Landesliga, na temporada 2007-08. O clube encontrou seu rival local, o Würzburger FV na disputa da liga Würzburg disputada desde 1998-99.
A temporada 2008-09 foi sem sucesso. O Kickers foi inevitavelmente relegado novamente à Landesliga e tendo até 2012 para ganhar este campeonato novamente. A equipe foi uma das duas que se candidataram a uma licença no novo nível quatro, a Regionalliga Bayern. Na primeira rodada derrotou o BC Aichach, conseguindo a classificação para a Regionalliga a partir de 2012.
Na temporada 2015–16, ficou em terceiro lugar na 3. Liga (terceiro nível do futebol alemão), disputando uma vaga na Segunda Divisão contra o tradicional Duisburg. Os Rothosen venceram no agregado por 4 a 1, garantindo o acesso após 40 anos.

## Títulos
- Bayernliga (III)
  - Campeão: 1977;
- Bayernliga-North (III)
  - Vice-campeão: (2) 1955, 1960;
- Landesliga Bayern-Nord (IV-V)
  - Campeão: (3) 1990, 1997, 2012;
  - Vice-campeão: 2008;
- Bezirksoberliga Unterfranken (VI)
  - Campeão: 2005;
- Bezirksliga Unterfranken (VII)
  - Campeão: 2004;

## Elenco atual
Nota: Bandeiras indicam equipe nacional, conforme definido pelas regras de elegibilidade da FIFA. Os jogadores podem ter mais de uma nacionalidade não-FIFA.
| N.º |            | Posição | Jogador               |
| --- | ---------- | ------- | --------------------- |
| 1   | Alemanha   | G       | Dominik Brunnhübner   |
| 2   | Alemanha   | M       | Dennis Schmitt        |
| 3   | Alemanha   | D       | Dominik Nothnagel     |
| 4   | Alemanha   | M       | Rico Benatelli        |
| 5   | Alemanha   | D       | Clemens Schoppenhauer |
| 6   | Grécia     | M       | Anastasios Lagos      |
| 7   | Alemanha   | D       | Felix Müller          |
| 8   | Alemanha   | M       | Emanuel Taffertshofer |
| 9   | Irã        | M       | Amir Shapourzadeh     |
| 10  | Tunísia    | M       | Nejmeddin Daghfous    |
| 11  | Alemanha   | D       | Richard Weil          |
| 12  | Costa Rica | D       | Júnior Díaz           |
| 14  | Grécia     | M       | Joannis Karsanidis    |
| 15  | Croácia    | D       | Franko Uzelac         |

| N.º |          | Posição | Jogador            |
| --- | -------- | ------- | ------------------ |
| 16  | Alemanha | D       | Peter Kurzweg      |
| 17  | Alemanha | D       | Sascha Traut       |
| 19  | Alemanha | G       | Kenan Mujezinovic  |
| 20  | Hungria  | M       | Dániel Nagy        |
| 21  | Alemanha | M       | Tobias Schröck     |
| 22  | Alemanha | D       | Dennis Russ        |
| 23  | Alemanha | A       | Patrick Weihrauch  |
| 24  | Albânia  | A       | Valdet Rama        |
| 25  | Alemanha | D       | David Pisot        |
| 27  | Alemanha | A       | Marco Königs       |
| 28  | Polónia  | G       | Robert Wulnikowski |
| 29  | Alemanha | D       | Sebastian Neumann  |
| 31  | Áustria  | G       | Jörg Siebenhandl   |
| 33  | Itália   | A       | Elia Soriano       |

## Cronologia recente
| Temporada             | Divisão                      | Módulo | Posição                       |
| 1999–2000             | Landesliga Bayern-Nord       | V      | 5°                            |
| 2000–01               | Landesliga Bayern-Nord       | V      | 8°                            |
| 2001–02               | Landesliga Bayern-Nord       | V      | 17° ↓                         |
| 2002–03               | Bezirksoberliga Unterfranken | VI     | ↓                             |
| 2003–04               | Bezirksliga Unterfranken     | VII    | 1° ↑                          |
| 2004–05               | Bezirksoberliga Unterfranken | VI     | 1° ↑                          |
| 2005–06               | Landesliga Bayern-Nord       | V      | 6°                            |
| 2006–07               | Landesliga Bayern-Nord       | V      | 6°                            |
| 2007–08               | Landesliga Bayern-Nord       | V      | 2° ↑                          |
| 2008–09               | Oberliga Bayern              | V      | 18° ↓                         |
| 2009–10               | Landesliga Bayern-Nord       | VI     | 5°                            |
| 2010–11               | Landesliga Bayern-Nord       | VI     | 5°                            |
| 2011–12               | Landesliga Bayern-Nord       | VI     | 1° ↑                          |
| 2012–13 Regionalliga  | Regionalliga Bayern          | IV     | 10°                           |
| 2013–14 Regionalliga  | Regionalliga Bayern          | IV     | 11°                           |
| 2014–15 Regionalliga  | Regionalliga Bayern          | IV     | 1° ↑                          |
| 2015–16 3. Liga       | 3. Liga                      | III    | 3° ↑ (promovido nos playoffs) |
| 2016–17 2. Bundesliga | 2. Bundesliga                | II     | °                             |

## Participações na Copa da Alemanha
| Temporada | Fase          | Data                 | Casa               | Fora               | Resultado            |
| 1978–79   | Primeira fase | 4 de agosto de 1978  | SC Herford         | Würzburger Kickers | 2 a 1                |
| 1980–81   | Primeira fase | 30 de agosto de 1980 | Würzburger Kickers | TSV Hirschaid      | 2 a 1 na prorrogação |
| 1980–81   | Segunda fase  | 4 de outubro de 1980 | Würzburger Kickers | Fortuna Düsseldorf | 0 a 2                |
| 1981–82   | Primeira fase | 28 de agosto de 1981 | SV Neckargerach    | Würzburger Kickers | 4 a 2                |

Fonte:«DFB-Pokal (em alemão)». Weltfussball.de Parâmetro desconhecido |acessado= ignorado (ajuda)